# 亞歷山德羅夫 (弗拉基米爾州)
56°21′N 38°49′E / 56.350°N 38.817°E
亞歷山德羅夫（羅馬化：Aleksandrov）是俄羅斯弗拉基米爾州的一個城市，位於莫斯科東北120公里處。2002年，人口64824。
伊凡四世统治時曾短暫成為俄羅斯沙皇國的首都（1564年12月—1565年2月）。